# تئاتر توشینسکی
تئاتر توشینسکی (انگلیسی: Tuschinski) یک سالن سینما در آمستردام، هلند است.
این سینما که در سال ۱۹۲۱ با معماری هنر نو و آرت دکو تاسیس شده دارای ۱۴۳۱ نفر ظرفیت می‌باشد.

## نگارخانه

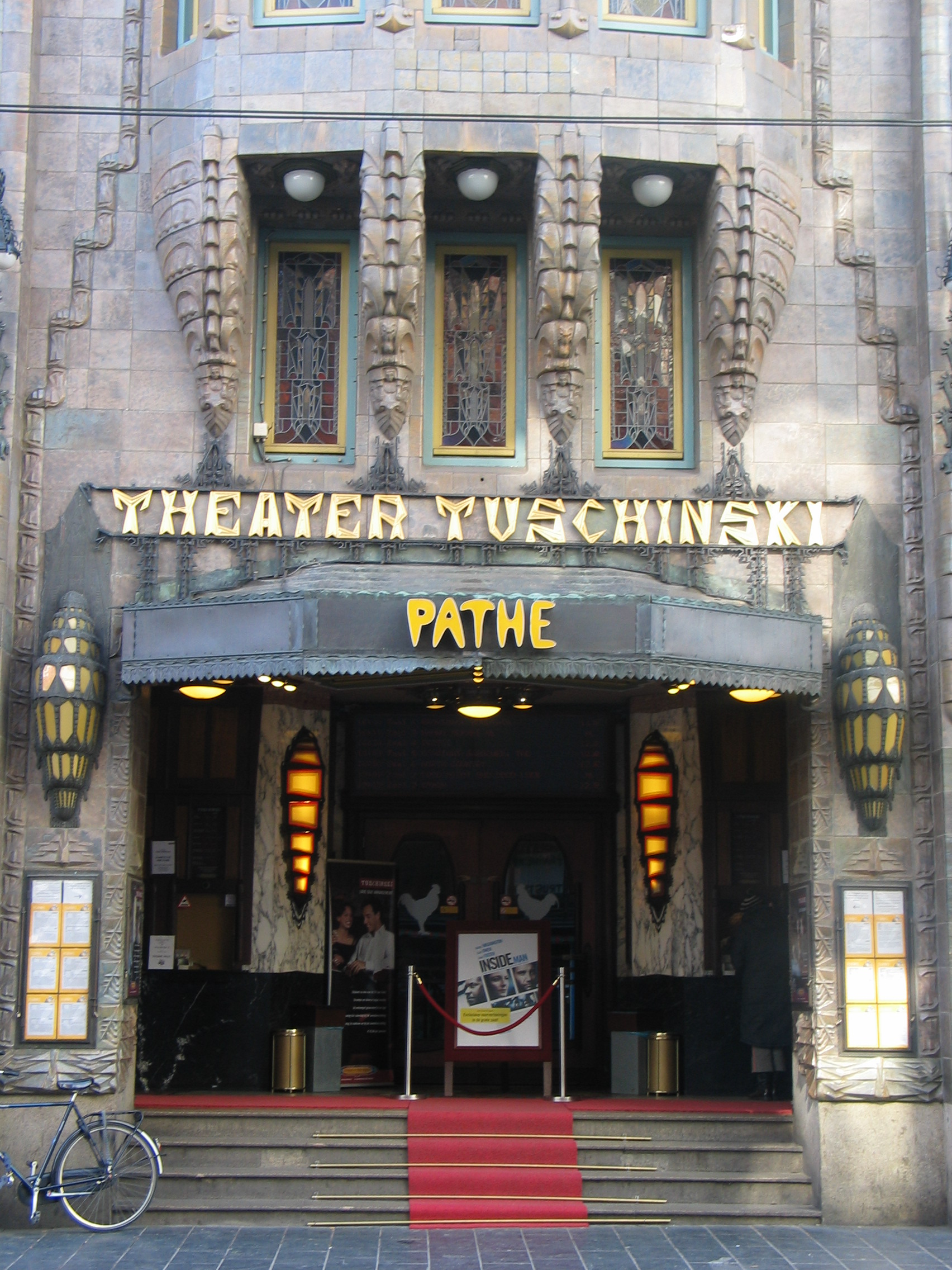
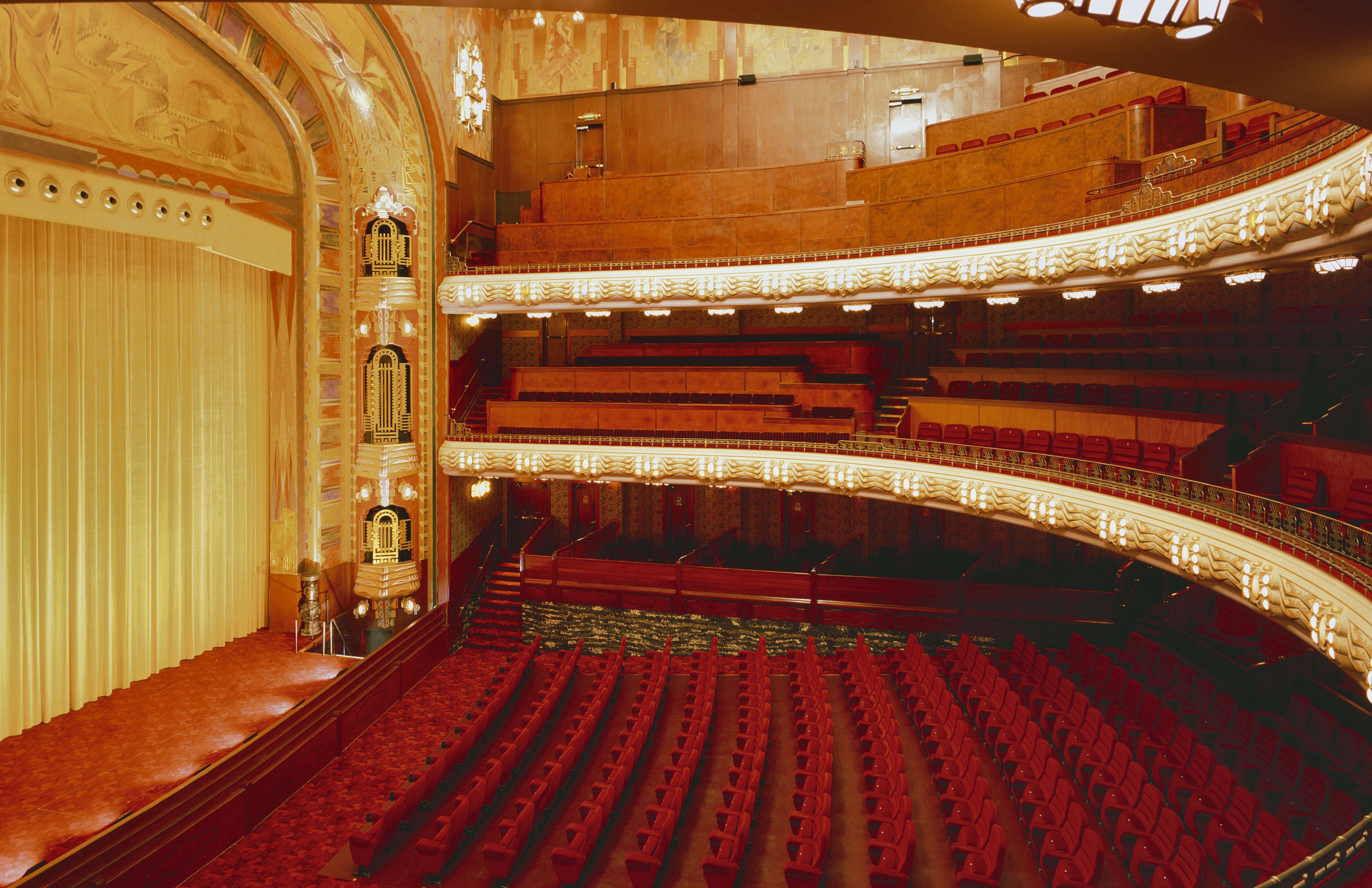
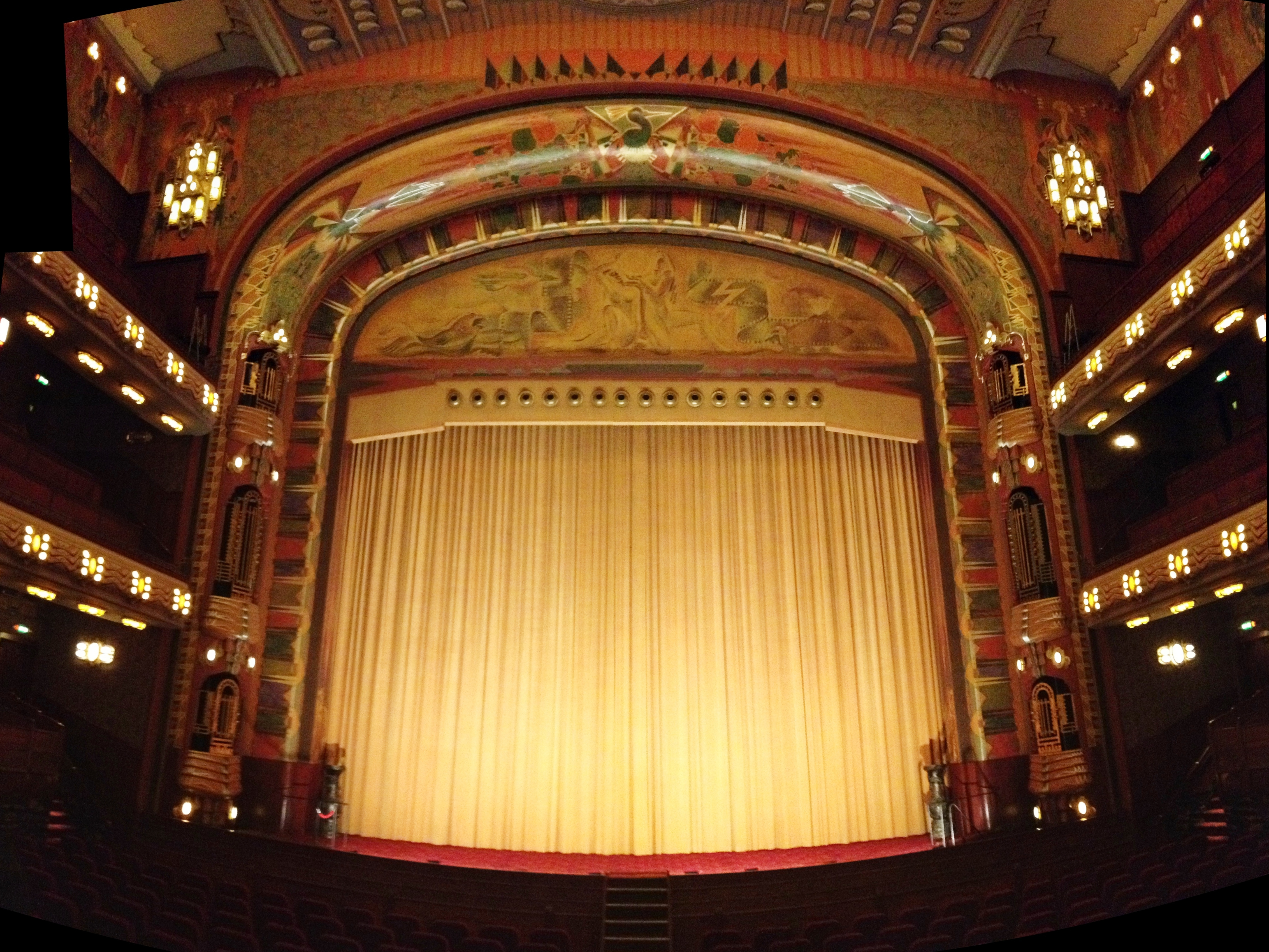
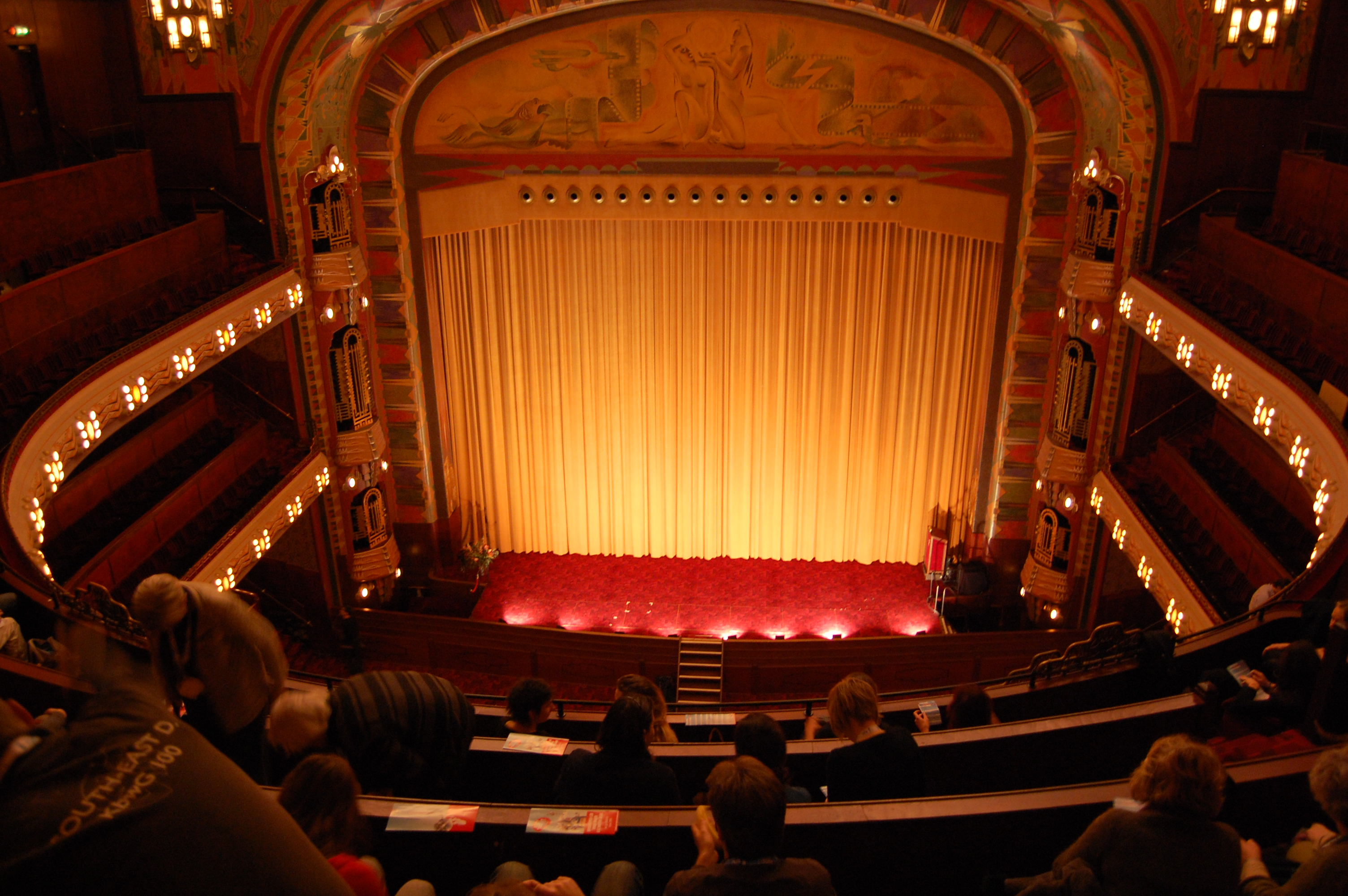
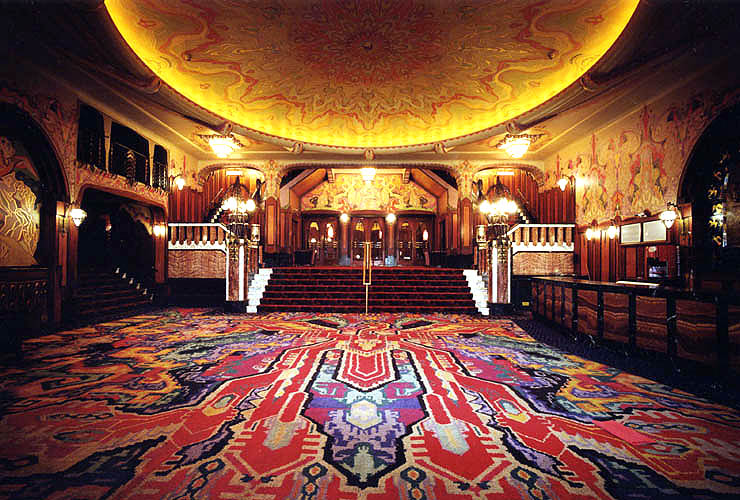